# Hollywood Forever Cemetery
Hollywood Forever Cemetery è un cimitero a servizio completo, un'impresa di pompe funebri, un crematorio e un centro di eventi culturali che ospita regolarmente eventi della comunità come musica dal vivo e proiezioni di film estivi. È uno dei cimiteri più antichi di Los Angeles, in California, e si trova al 6000 Santa Monica Boulevard nel distretto di Hollywood. Venne fondato nel 1899 col nome Hollywood Cemetery, e successivamente era conosciuto come Hollywood Memorial Park fino al 1998, quando gli fu dato il nome attuale. Gli studi della Paramount Pictures si trovano all'estremità sud dello stesso isolato, su 40 acri di terreno che un tempo facevano parte del cimitero ma che non contenevano sepolture.
Nel cimitero sono sepolte molte personalità di spicco dell'industria dell'intrattenimento, nonché persone che hanno svolto un ruolo fondamentale nel plasmare Los Angeles.

## Storia
Unico cimitero di Hollywood, Hollywood Forever è stato fondato nel 1899 su 100 acri (40 ettari) e chiamato "Hollywood Cemetery" da F. W. Samuelson e (nome sconosciuto) Lombard. Nel 1897, i due uomini erano i proprietari di un appezzamento di terreno di 60 acri vicino ad Hollywood, nella contea di Los Angeles. In quell'anno, insieme alla signora M. W. Gardner di Santa Monica, Joseph D. Rodford, Gilbert Smith e Thomas R. Wallace formarono una società nota come "Hollywood Cemetery Association. Il cimitero vendette ampi tratti di terreno alla Paramount Pictures, che, con la RKO Pictures, acquistò 40 acri nel 1920. Parte del terreno rimanente fu riservato al Beth Olam Cemetery, un cimitero ebraico riservato ai membri della locale comunità ebraica.

## Sepolture famose

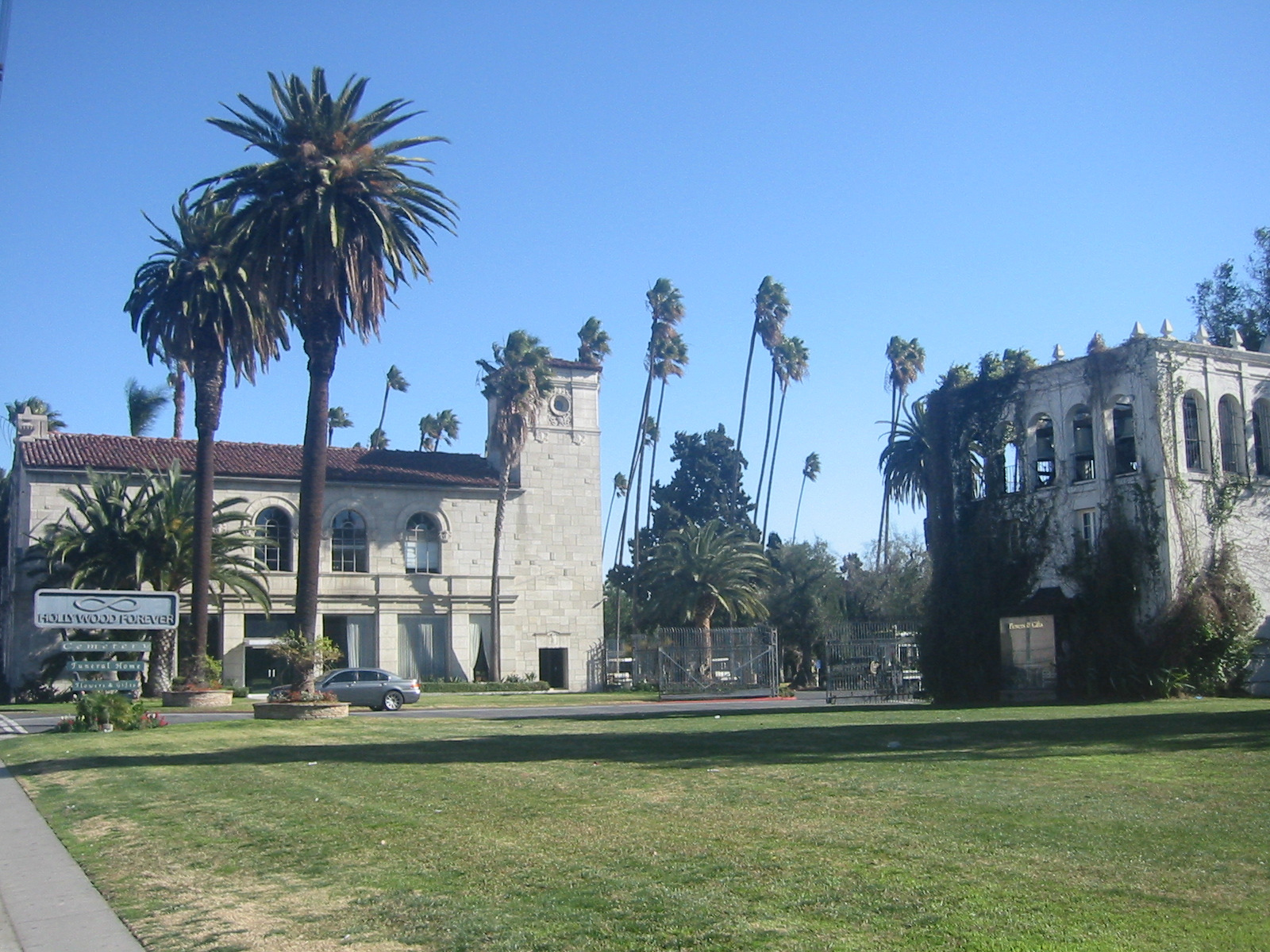
Veduta del cimitero

Numerosi personaggi famosi, tra cui molte personalità di spicco nell'industria dell'intrattenimento, sono state sepolte nel cimitero, come Edward Bunker, Florence Lawrence, Marion Davies, Burt Reynolds, Chris Cornell, Mel Blanc, Jerry Siegel, Yma Sumac, Ken Miles, Cecil B. DeMille, Fay Wray, Bugsy Siegel, Judy Garland, Johnny Ramone (solo cenotafio), Dee Dee Ramone, Janet Gaynor, Anne Heche,  Darren McGavin, Estelle Getty, Anton Yelchin, Scott Weiland, Don Adams, Ann Sheridan, Iron Eyes Cody, Douglas Fairbanks,  Douglas Fairbanks Jr., Peter Lorre, Richard Maibaum, Mickey Rooney, Tyrone Power, Peter Finch, Gregg Toland, Joe Dassin e Rodolfo Valentino.